# Teo Rastrojo
Teodoro Rastrojo Méndez (Madrid, 5 de abril de 1961) es un exfutbolista y entrenador español. Jugó de defensa en Primera División de España con el Athletic Club y Hércules Club de Fútbol. 
Es junto a Andoni Ayarza y a Álvaro Djaló uno de los tres únicos madrileños que han vestido la camiseta del Athletic Club, si bien, el nacimiento de los tres en la capital fue circunstancial.

## Trayectoria
Rastrojo, hijo de extremeños, nació circunstancialmente en Madrid durante un viaje de su madre a Bilbao, lugar donde se encontraba trabajando su padre. Sus padres eran originarios de Oliva de la Frontera (Badajoz).
Se formó en las categorías inferiores del Athletic e, incluso, fue internacional sub-18 a las órdenes de Chus Pereda y José Emilio Santamaría. Tras destacar en el Bilbao Athletic, le llegó la oportunidad de debutar con el Athletic Club en la temporada 1979/80. Su debut se produjo el 13 de enero de 1980 ante el Real Betis, debido a la lesión de Alexanko. Debutó en San Mamés, una semana más tarde, en una victoria por 3 a 0 ante el Real Madrid.
En las temporadas 1980/81 y 1981/82 jugó cedido en el Barakaldo, la primera en Segunda División y la última campaña en Segunda "B". En la 1982/83 formó parte del Athletic, aunque no jugó en liga, sí lo hizo en un partido de Copa del Rey. Tras esto, se desvinculó del Athletic y fichó por el Hércules, que en su primera temporada logró el ascenso a Primera división. Posteriormente, en el equipo herculano jugaría dos temporadas en Primera y una cuarta en Segunda. Jugó en el Levante, en Segunda "B", dos temporadas y la tercera lo hizo en Segunda tras el ascenso. Jugó con el desaparecido Torrevieja Club de Fútbol en Segunda "B", y finalizó su carrera como jugador en el Español de San Vicente en Regional Preferente de la Comunidad Valenciana en 1993.
Tras retirarse, inició una trayectoria como entrenador en la cantera del Hércules Club de Fútbol. En la temporada 1993/94 entrenó al Cadete B, las dos siguientes al Cadete A. En la temporada 1996/97 entrenó al Juvenil A de División de Honor. En la temporada 1997/98 realizó una gran campaña con el juvenil, que cayó en semifinales de la Copa del Rey Juvenil ante el Real Betis. En el juvenil herculano jugaban jugadores que luego serían profesionales como Toño Martínez, Manolo Martínez o Vicente Verdejo. En la temporada 1999/00 entrenó al Hércules "B" y además se hizo cargo del primer equipo, junto con Vicente Russo, en los últimos encuentros de la promoción de ascenso a Segunda, tras la destitución de Manolo Jiménez en plena liguilla. En la temporada 2000/01 sustituyó a Josip Višnjić en el banquillo del Hércules "B".
En la temporada 2004/05 se hizo cargo del Fútbol Club Jove Español San Vicente, recién fundado ese verano, iniciando su historia en Regional Preferente tras el ascenso la temporada anterior del Club Deportivo Español de San Vicente. Posteriormente fue coordinador del Fútbol Base Redován y, más tarde, coordinador del Club Deportivo Almoradí. Actualmente es entrenador del Juvenil A del Club Atlético Montemar.

## Clubes
| Club                   | País   | Periodo   |
| ---------------------- | ------ | --------- |
| Bilbao Athletic        | España | 1979-1981 |
| Athletic Club          | España | 1979-1980 |
| Barakaldo C. F.        | España | 1980-1982 |
| Athletic Club          | España | 1982-1983 |
| Bilbao Athletic        | España | 1982-1983 |
| Hércules C. F.         | España | 1983-1987 |
| Levante U. D.          | España | 1987-1990 |
| Torrevieja C. F.       | España | 1990-1991 |
| Español de San Vicente | España | 1991-1993 |